# Emin Boztepe
Emin Boztepe é um artista marcial turco, praticante de WingTsun, sistema de defesa pessoal chinês, e aluno do Grão-Mestre alemão Keith Kernspecht. Tornou-se famoso ao aceitar o desafio do mestre William Cheung, da World Wing Chun Kung Fu Association, entusiasta de uma linhagem semelhante, e vencê-lo, durante um seminário da arte marcial na Alemanha, demonstrando a eficiência que o acréscimo de alguns movimentos e a forma como empregá-los dava.